# SeaTac
SeaTac é uma cidade localizada no estado norte-americano de Washington, no Condado de King.

## Demografia
Segundo o censo norte-americano de 2000, a sua população era de 25.496 habitantes.
Em 2006, foi estimada uma população de 25.336, um decréscimo de 160 (-0.6%).

## Geografia
De acordo com o United States Census Bureau tem uma área de 26,2 km², dos quais 25,8 km² cobertos por terra e 0,4 km² cobertos por água.

## Localidades na vizinhança
O diagrama seguinte representa as localidades num raio de 8 km ao redor de SeaTac.